# Liste des épisodes de Ni Hao Kai Lan
Cette page présente la liste des épisodes de la série Ni Hao, Kai-Lan diffusés en français en 2011

## Saison 1
| Numéro | Titre de l'épisode                     | Mots en mandarin |
| 101    | La fête des bateaux-dragons            | 你好nǐ hǎo - allô, 爺爺yé yé - Grand-papa, 我来了wǒ lái le - J'arrive!, 一、二、三yī, èr, sān - un, deux, trois, 跳tiáo - sauter, 謝謝xiè xiè - Merci!, 再見zài jiàn - Au revoir!                                       |
| 102    | Le défilé de chapeaux                  | 帽子mào zǐ - chapeau |
| 103    | Les fleurs tourbillons tournis tournis | 紅色hóng sè - rouge, 綠色lǜ sé - vert, 哎呀āi-yā - Oh, non! |
| 104    | Safari entre amis                      | DA XIANGa |
| 105    | La fête des lanternes                  | 聼tīng - écoutes!, 汤圆tāng yuán - raviolis vapeur (=dumpling) |
| 106    | La grande descente en luge             | 雪xué - neige, 抱抱bào bào - câlin, tiáo - sauter, āi yā - oh, non! |
| 107    | Tolee fait des rimes                   | 上shàng - en haut, 下xià - en bas |
| 108    | Pandou, le panda doudou                | 拖鞋tuō xié - pantoufles, 手電筒shǒu diàn tǒng - lampe de poche, 牙刷yá shuā - brosse à dent, 毯子tǎn zi - drap, 袜子wà zi - bas, 枕头zhěn tou - oreiller, 短裤duǎn kù - caleçon, 睡袋shuì dài - sac de couchage        |
| 109    | Attends, Hoho, attends!                | 推tuī - pousser, 饺子jiǎo zi - raviolis vapeur, 筷子kuài zi - baguettes, 汽车 qì chē - auto, 四sì - quatre, 五wǔ - cinq                                                                                                 |
| 110    | L'aire de jeux des fourmis             | 上shàng - en haut, 下xià - en bas, 火车huǒ chē - train, 滑梯huá tī - glissoire ou tobogan, 蚂蚁mǎ yǐ - fourmi |
| 111    | Le nouvel an chinois                   | 新年快樂！xīn nián kuài lè - Joyeux nouvel an chinois!, 龙lóng - dragon chinois, 恭喜gōng xǐ - Félicitations! |
| 112    | Joyeuse fête d'Halloween!              | 跳tiáo - sauter, 糖táng - sucre, 孫悟空Sun Wukong - roi des singes, Kūqì - sanglot, sangloter |
| 113    | Le château de sable                    | 貝殼bèi ké - coquillage, 挖wā - creuser, 螃蟹páng xiè - crabe, āi yā - oh, non! |
| 114    | Rintou fait du patin à roulettes       | 快kuài - vite, 溜冰鞋liù bīng xié - patin à roulettes, 頭盔tóu kuī - casque, 護膝hù xī - genouillère |
| 115    | Jeux de pluie                          | 拉la - tirer, 青蛙qīng wā - grenouille, 蜗牛wō niú - escargot, 乌龟wū guī - tortue, 虫子chóng zi - ver de terre |
| 116    | La fête foraine                        | 八bā - huit, 拉la - tirer |
| 117    | La lettre de Loulou                    | 吹chuī - souffler, 風車feng chē - roue de vent, 太阳tài yáng - soleil, 手镯shǒu zhuó - bracelet, 熊猫xióng māo - panda, 跑车pǎo chē - auto de course, 茶壶chá hú - théière                                              |
| 118    | Les jeux dinolympiques                 | 恐龍kǒng lóng - dinosaure, 开始kāishǐ - débuter, 预备yù bèi - prêt? |
| 119    | Le voyage en Chine de Kai Lan          | 姑奶奶gū nǎi nai - grand-tante, 我叫Wǒ jiào - je m'appelle..., 西瓜xī guā - melon d'eau, pastèque, 小xīao - petit, 开心kāi xīn - content, 姐姐jiě jie - grande sœur, 妹妹mèi mei - petite sœur, 哥哥gē ge - grand frère |

## Saison 2
| Numéro | Titre de l'épisode                 | Mots en mandarin |
| 201    | Le festival des coccinelles        | 小鸟xiǎo niǎo - oiseau |
| 202    | La grande fête des Montgolfières   | 手臂gē bo - bras, 牙齿yá chǐ - dent, 眼睛yǎn jing - yeux                                                                               |
| 203    | Allons jouer chez Tolee!           | 苹果píng guǒ - pomme |
| 204    | La fête de la Lune                 | 月饼yuè bǐng - gâteau de Lune |
| 205    | Le roi des singes et le bébé lapin | 跳tiào - sauter |
| 206    | La fête surprise de Kai Lan        | 我爱wǒ ài - j'aime |
| 207    | Le saut périlleux de Rintou        | 圆形yuán xíng - cercle |
| 208    | Stompy Train                       | 蓝色lán sè - bleu, 橙色chéng sè - orange                                                                                               |
| 209    | Plouf, dans l'eau avec Rintou!     | 水shuǐ - eau |
| 210    | La danse des fourmis               | 跳舞tiào wǔ - danse, danser |
| 211    | À chacun son tour                  | 海豚hǎi tún - dauphin |
| 212    | Le petit train des neiges          | 推tuī - pousser |
| 213    | La maison dans les nuages          | 气球qì qiú - ballon |
| 214    | La maison de jeux                  | 恐龍kǒng lóng - dinosaure |
| 215    | Pandou tombe dans une flaque       | 胡萝卜hú luó bo - carotte |
| 216    | Tolee tient sa promesse            | 转zhuàn - tourner |
| 217    | Du papier, du papier partout!      | 风筝fēng zheng - cerf-volant, 拉lā - tirer                                                                                             |
| 218    | La fête des canards hawaïens       | 跳舞tiào wǔ - danse, danser |
| 219    | Princesse Kai Lan                  | 跳tiào - sauter, 朋友péng yǒu - ami, 吹chuī - souffler, 狐王hú wáng - roi renard, 熊后xióng hòu - reine ours, 公主gōng zhǔ - princesse |